# كأس ولي العهد (الكويت)
كأس ولي العهد هي بطولة كرة قدم رسمية كويتية، ينظمها الاتحاد الكويتي لكرة القدم وبرعاية سمو ولي العهد سنوياً، كانت بدايتها في موسم 1993-1994، بعد أن كانت هناك بطولتان أساسيتان فقط هما الدوري العام وكأس أمير البلاد.
وفاز في لقبها خمسة فرق هي نادي القادسية والنادي العربي ونادي الكويت ونادي كاظمة ونادي السالمية، ويعتبر نادي الكويت أكثر الفرق فوزًا بهذه البطولة، حيث فاز بها 10 مرات.

## كأس البطولة
صُنعت ثلاثة كؤوس في تاريخ البطولة، حيثُ أستملك النادي العربي الكأس الأول بعد فوزه فيه لأربعة مرات متفرقة، وهو أول نادي يستملك كأس ولي العهد، وأستملك نادي القادسية الكأس بعد أن فاز فيها ثلاثة مرات متتالية، وقد صنعت الكأس الثالثة للنسخة 14 من البطولة في إيطاليا من قبل شركة برتوني والتي صنعت كأس العالم لكرة القدم وكأس الخليج تحت إشراف النحات سيلخيو غازارينغي، ويبلغ طول ارتفاع الكأس 60سم، ووزنه 8 كلم، وقد صنع الكأس من النحاس وقد طلي بالذهب عيار 24، وقد أستغرق صنع الكأس 75 يوم، ويتكون الكأس من بومين (سفينتين) متماسكان ووسطهما كرة قدم، وبلغ سعر تكلفة الكأس 35 ألف يورو.
وآخر نسخة جديدة للبطولة كانت في موسم 2021/2022 وقد حققها النادي العربي لموسمين متتالين.

## تاريخ البطولة
تعتبر بطولة كأس ولي العهد الكويتي أحدث بطولة رسمية من بين جميع البطولات الرسمية في الكويت بعد بطولة كأس السوبر الكويتي، بدأت البطولة بشكل رسمي في موسم 1993/1994 بعد التحرير من الغزو العراقي على الكويت بعامين بعد أن كانت هناك بطولتين رئيسيتين فقط هما الدوري الكويتي وكأس سمو أمير البلاد.
فكرة البطولة انطلقت من النادي العربي الرياضي وبالتحديد من جاسم أحمد عاشور عضو الجمعية العمومية بالنادي العربي وعضو مجلس الإدارة السابق بالنادي تقديراً لدور سمو ولي العهد آنذاك الشيخ سعد العبد الله السالم الصباح بتحرير الكويت، وطبقت الفكرة واستمرت كبطولة أساسية حتى الآن.
| الفريق        | البطل | الوصيف |
| نادي الكويت   | 10    | 8      |
| نادي القادسية | 9     | 6      |
| النادي العربي | 9     | 5      |
| نادي السالمية | 2     | 3      |
| نادي كاظمة    | 1     | 5      |
| نادي خيطان    | 0     | 2      |

## سجل الفائزين
بدأت بطولة كأس ولي العهد في الكويت بعد التحرير بسنتين، وأقيمت أول بطولة في موسم 1993-94.
| - 1993–94: نادي الكويت - 1994–95: نادي كاظمة - 1995–96: النادي العربي - 1996–97: النادي العربي - 1997–98: نادي القادسية - 1998–99: النادي العربي - 1999–00: النادي العربي - 2000–01: نادي السالمية - 2001–02: نادي القادسية - 2002–03: نادي الكويت | - 2003–04: نادي القادسية - 2004–05: نادي القادسية - 2005–06: نادي القادسية - 2006–07: النادي العربي - 2007–08: نادي الكويت - 2008–09: نادي القادسية - 2009–10: نادي الكويت - 2010–11: نادي الكويت - 2011–12: النادي العربي - 2012–13: نادي القادسية | - 2013–14: نادي القادسية - 2014–15: النادي العربي - 2015–16: نادي السالمية - 2016–17: نادي الكويت - 2017–18: نادي القادسية - 2018–19: نادي الكويت - 2019–20: نادي الكويت - 2020–21: نادي الكويت - 2021–22: النادي العربي - 2022–23: النادي العربي - 2023–24: توقفت المسابقة - 2024–25: نادي الكويت |

## هدافي البطولة
| - 1993/1994 : أحمد عبد الكريم (الجهراء) بـ 10 أهداف. - 1994/1995 : علي مروي (السالمية) بـ 5 أهداف. - 1995/1996 : أحمد عبد الكريم (الجهراء) بـ 5 أهداف. - 1996/1997 : علي بوسويهي (القادسية) بـ 4 أهداف. - 1997/1998 : حمد الصالح (القادسية) بـ 11 هدف. - 1998/1999 : علي مروي (السالمية) بـ 5 أهداف. - 1999/2000 : مالك جون (الكويت) بـ 7 أهداف. - 2000/2001 : جاسم الهويدي (السالمية) بـ 6 اهداف. - 2001/2002 : حمد حربي (النصر) بـ 8 أهداف. - 2002/2003 : عادل عقله (الكويت) بـ 5 أهداف. | - 2003/2004 : فراس الخطيب (العربي) بـ 3 أهداف. - 2004/2005 : عبد الله نهار (الكويت) بـ 11 هدف. - 2005/2006 : بشار عبد الله (السالمية) بـ 4 أهداف. - 2006/2007 : محمد سلمان (الفحيحيل) بـ 7 أهداف. - 2007/2008 : أحمد عجب (القادسية) بـ 4 أهداف. - 2008/2009 : خلف السلامة (القادسية) بـ 3 أهداف. - 2009/2010 : إسماعيل العجمي (الكويت) بـ 4 أهداف. - 2010/2011 : مساعد الفوزان (خيطان) بـ 4 أهداف. - 2011/2012 : أحمد عجب (القادسية) بـ 6 أهداف. - 2012/2013 : الكسندر غارسيا (النصر) بـ 5 أهداف. | - 2013/2014 : محمود المواس (العربي) بـ 5 أهداف. - 2014/2015 : أحمد هايل (العربي) بـ 3 أهداف. - 2015/2016 : سالم الفيلكاوي (الشباب) بـ 3 أهداف. - 2017/2016 : باتريك فابيانو (كاظمة) بـ 8 أهداف. - 2018/2017 : فرانشيسكو توريس (النصر) بـ 7 أهداف. - 2019/2018 : - 2020/2019 : جوزيه أندرسون ليسا(النصر) بـ 5 أهداف. - 2021/2020 : أكثر من لاعب بـ 2 أهداف. |

### هدافي البطولة تاريخيا
- آخر تحديث للقائمة تاريخ 4 يناير 2021.

| المركز | اللاعب        | الفريق        | عدد الأهداف |
| 1      | علي مروي      | نادي السالمية | 34          |
| 1      | خلف السلامة   | نادي القادسية | 34          |
| 2      | بدر المطوع    | نادي القادسية | 28          |
| 3      | فرج لهيب      | نادي السالمية | 27          |
| 4      | بشار عبد الله | نادي السالمية | 26          |
| 5      | أحمد عجب      | نادي القادسية | 24          |
| 6      | حمد الصالح    | نادي القادسية | 23          |
| 7      | فراس الخطيب   | النادي العربي | 22          |
| 8      | حمد الحربي    | نادي النصر    | 20          |
| 9      | مالك جون      | نادي كاظمة    | 20          |

## روابط خارجية
- تاريخ كأس ولي العهد
- تاريخ كأس ولي العهد